# Tour des Flandres 2017
La 101e édition du Tour des Flandres a lieu le 2 avril 2017. Elle fait partie du calendrier UCI World Tour 2017 en catégorie 1.UWT. La course est remportée en solitaire par le champion de Belgique Philippe Gilbert.

## Présentation

### Parcours
Anvers est la ville-départ de cette 101e édition pour la première fois, après dix-neuf départs à Bruges (depuis l'édition 1998). Cet engagement concerne également les quatre prochaines éditions. La course se termine à Audenarde et voit le retour du Mur de Grammont.
- - Premier tour de circuit
  - Transition vers le deuxième tour de circuit
Note: Oudenaarde est le nom néerlandais d'Audenarde et Ronse celui de Renaix
- - Deuxième tour de circuit
  - Final

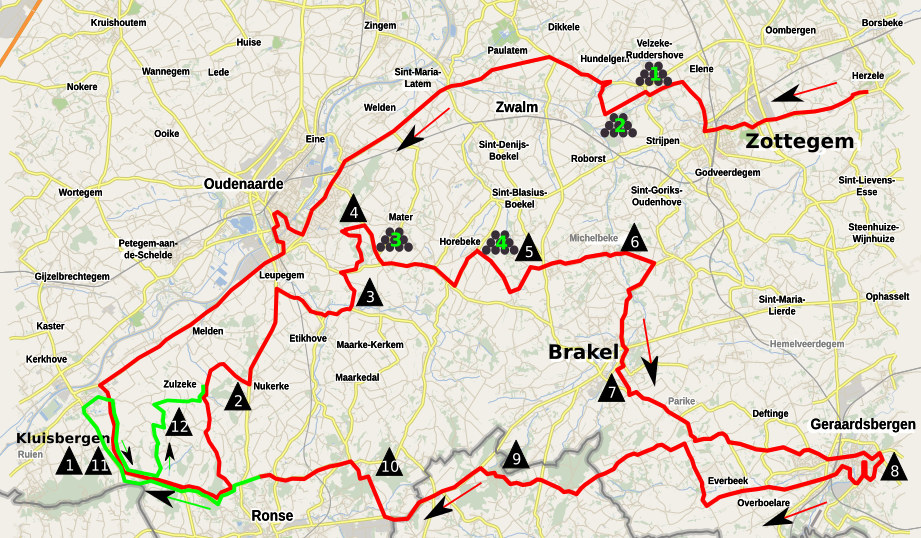
Note: Oudenaarde est le nom néerlandais d'Audenarde et Ronse celui de Renaix
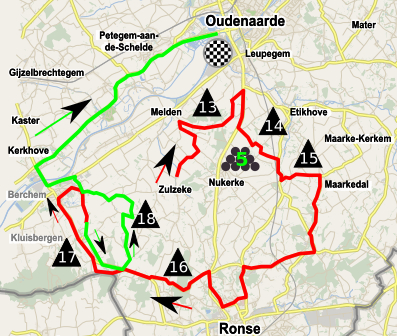

Dix-huit monts sont au programme de cette édition, pour la plupart recouverts de pavés :
| Mont | Nom                    | Km    | Revêtement | Longueur (m) | Pente moyenne | Pente maxi | Km de l'arrivée |
| ---- | ---------------------- | ----- | ---------- | ------------ | ------------- | ---------- | --------------- |
| 1    | Vieux Quaremont        | 115   | pavés      | 2 220        | 4 %           | 11,6 %     | 144,5           |
| 2    | Kortekeer (nl)         | 125,5 | asphalte   | 1 000        | 6,4 %         | 17 %       | 134             |
| 3    | Eikenberg              | 133,2 | pavé       | 1 200        | 5,2 %         | 10 %       | 126,3           |
| 4    | Wolvenberg             | 136,3 | asphalte   | 645          | 7,9 %         | 17,3 %     | 123,2           |
| 5    | Leberg                 | 145,1 | asphalte   | 950          | 4,2 %         | 13,8 %     | 114,4           |
| 6    | Berendries             | 149,2 | asphalte   | 940          | 7 %           | 12,3 %     | 110,3           |
| 7    | Tenbosse               | 154,2 | asphalte   | 550          | 6,9 %         | 8,7 %      | 105,3           |
| 8    | Mur de Grammont        | 164,5 | pavé       | 1075         | 9,3 %         | 19,8%      | 95              |
| 9    | Pottelberg (La Houppe) | 183,2 | asphalte   | 1 350        | 6,5 %         | 7,5 %      | 76,3            |
| 10   | Kanarieberg            | 189   | asphalte   | 1 000        | 7,7 %         | 14 %       | 70,5            |
| 11   | Vieux Quaremont        | 204,9 | pavés      | 2 200        | 4 %           | 11,6 %     | 54,6            |
| 12   | Paterberg              | 208,3 | pavés      | 360          | 12,9 %        | 20,3 %     | 51,2            |
| 13   | Koppenberg             | 214,9 | pavés      | 600          | 11,6 %        | 22 %       | 44,6            |
| 14   | Steenbeekdries         | 220,3 | asphalte   | 700          | 5,3 %         | 6,7 %      | 39,2            |
| 15   | Taaienberg             | 222,8 | pavés      | 530          | 6,6 %         | 15,8 %     | 36,7            |
| 16   | Kruisberg              | 233   | asphalte   | 2 500        | 5 %           | 9 %        | 26,5            |
| 17   | Vieux Quaremont        | 242,8 | pavés      | 2 200        | 4 %           | 11,6 %     | 16,7            |
| 18   | Paterberg              | 246,3 | pavés      | 360          | 12,9 %        | 20,3 %     | 13,2            |

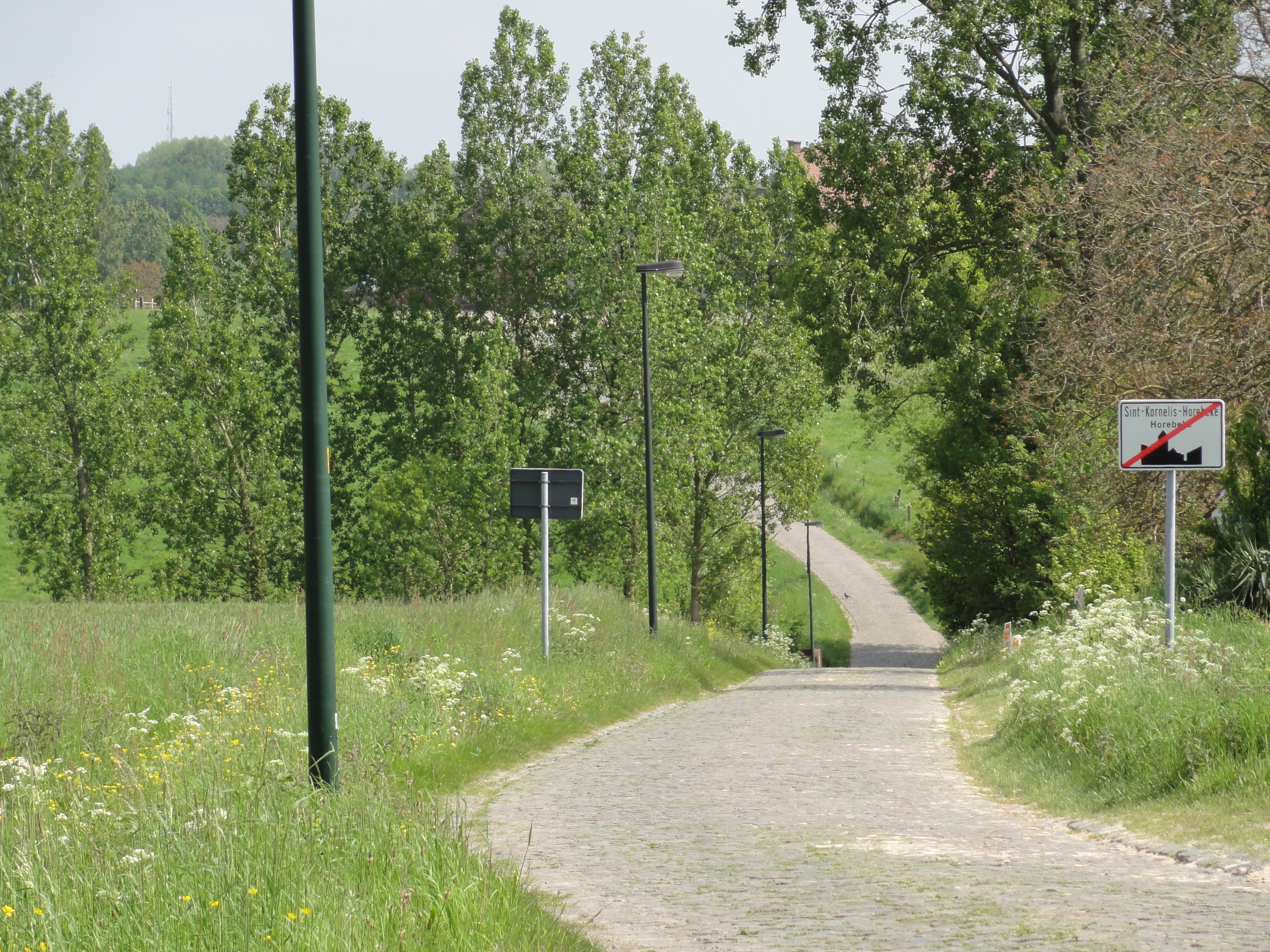
Haaghoek à Hoorebeke-Saint-Corneille est l'avant-dernier secteur pavé de la course, à 117 km de l'arrivée.

En plus des traditionnels monts, il y a cinq secteurs pavés :
| Secteur | Nom              | Km    | Longueur (m) | Km de l'arrivée |
| ------- | ---------------- | ----- | ------------ | --------------- |
| 1       | Lippenhovestraat | 83,8  | 1 300        | 175,7           |
| 2       | Paddestraat      | 85,3  | 1 500        | 174,2           |
| 3       | Holleweg         | 136,4 | 1 500        | 123,1           |
| 4       | Haaghoek (nl)    | 142,1 | 2 000        | 117,4           |
| 5       | Mariaborrestraat | 219,0 | 2 000        | 40,5            |

### Équipes
| WorldTeams (18)- Bora-Hansgrohe - Quick-Step Floors - Lotto-Soudal - BMC Racing Team - Cannondale-Drapac - Trek-Segafredo - Orica-Scott - AG2R La Mondiale - Katusha-Alpecin - Astana - Sky - Dimension Data - Movistar Team - Bahrain-Merida - Lotto NL-Jumbo - FDJ - Team Sunweb - UAE Team Emirates Équipes continentales professionnelles (7)- Sport Vlaanderen-Baloise - Wanty-Groupe Gobert - Verandas Willems-Crelan - Direct Énergie - Cofidis, Solutions Crédits - Roompot-Nederlandse Loterij - Wilier Triestina-Selle Italia |
| |

## Récit de la course
Alors qu'il faisait partie d'un groupe de 12 hommes en tête depuis l'ascension du Mur de Grammont, à 95 kilomètres de l'arrivée, le champion de Belgique Philippe Gilbert lâche ses compagnons d'échappée dans le Vieux Quaremont, à 55 kilomètres du terme. Alors que chasse s'organise derrière le coureur wallon, Tom Boonen est victime d'un incident mécanique à 37 km de l'arrivée puis les trois plus proches poursuivants, le champion du monde Peter Sagan, Oliver Naesen et Greg Van Avermaet, chutent ensemble lors de la dernière montée du Vieux Quaremont à 16 km de l'arrivée alors qu'ils comptaient une minute de retard sur Gilbert. Van Avermaet relevé le premier et Dylan van Baarle reprennent la poursuite accompagnés par Niki Terpstra, l'équipier de Gilbert chez Quick-Step qui ne prend pas de relais. Gilbert résiste dans le Paterberg, ultime côte de la course, et conserve une avance de 29 secondes sur Van Avermaet en franchissant la ligne d'arrivée. 
Philippe Gilbert devient le deuxième wallon à s'imposer sur les routes du Ronde, 30 ans après Claudy Criquielion.

## Classement final
| \| Classement général \| Classement général \| Classement général \| Classement général \| Classement général \| \| Coureur \| Coureur \| Pays \| Équipe \| Temps \| \| ------------------ \| ------------------ \| ------------------ \| ----------------------------- \| ------------------ \| \| 1er \| Philippe Gilbert \| Belgique \| Quick-Step Floors \| 6 h 23 min 45 s \| \| 2e \| Greg Van Avermaet \| Belgique \| BMC Racing Team \| + 29 s \| \| 3e \| Niki Terpstra \| Pays-Bas \| Quick-Step Floors \| + 29 s \| \| 4e \| Dylan van Baarle \| Pays-Bas \| Cannondale-Drapac \| + 29 s \| \| 5e \| Alexander Kristoff \| Norvège \| Katusha-Alpecin \| + 53 s \| \| 6e \| Sacha Modolo \| Italie \| UAE Team Emirates \| + 53 s \| \| 7e \| John Degenkolb \| Allemagne \| Trek-Segafredo \| + 53 s \| \| 8e \| Filippo Pozzato \| Italie \| Wilier Triestina-Selle Italia \| + 53 s \| \| 9e \| Sylvain Chavanel \| France \| Direct Énergie \| + 53 s \| \| 10e \| Sonny Colbrelli \| Italie \| Bahrain-Merida \| + 53 s \| \| 11e \| Michael Valgren \| Danemark \| Astana \| + 53 s \| \| 12e \| Luke Durbridge \| Australie \| Orica-Scott \| + 53 s \| \| 13e \| Matteo Trentin \| Italie \| Quick-Step Floors \| + 53 s \| \| 14e \| Yoann Offredo \| France \| Wanty-Groupe Gobert \| + 53 s \| \| 15e \| Gianni Moscon \| Italie \| Team Sky \| + 53 s \| \| 16e \| Scott Thwaites \| Royaume-Uni \| Dimension Data \| + 53 s \| \| 17e \| Tony Gallopin \| France \| Lotto-Soudal \| + 53 s \| \| 18e \| Nélson Oliveira \| Portugal \| Movistar Team \| + 53 s \| \| 19e \| Fabio Felline \| Italie \| Trek-Segafredo \| + 1 min 01 s \| \| 20e \| André Greipel \| Allemagne \| Lotto-Soudal \| + 2 min 29 s \| |                    |             |                               |                 |
| |                    |             |                               |                 |
| Source : ProCyclingStats |                    |             |                               |                 |
| Classement général |                    |             |                               |                 |
| Coureur | Coureur            | Pays        | Équipe                        | Temps           |
| 1er | Philippe Gilbert   | Belgique    | Quick-Step Floors             | 6 h 23 min 45 s |
| 2e | Greg Van Avermaet  | Belgique    | BMC Racing Team               | + 29 s          |
| 3e | Niki Terpstra      | Pays-Bas    | Quick-Step Floors             | + 29 s          |
| 4e | Dylan van Baarle   | Pays-Bas    | Cannondale-Drapac             | + 29 s          |
| 5e | Alexander Kristoff | Norvège     | Katusha-Alpecin               | + 53 s          |
| 6e | Sacha Modolo       | Italie      | UAE Team Emirates             | + 53 s          |
| 7e | John Degenkolb     | Allemagne   | Trek-Segafredo                | + 53 s          |
| 8e | Filippo Pozzato    | Italie      | Wilier Triestina-Selle Italia | + 53 s          |
| 9e | Sylvain Chavanel   | France      | Direct Énergie                | + 53 s          |
| 10e | Sonny Colbrelli    | Italie      | Bahrain-Merida                | + 53 s          |
| 11e | Michael Valgren    | Danemark    | Astana                        | + 53 s          |
| 12e | Luke Durbridge     | Australie   | Orica-Scott                   | + 53 s          |
| 13e | Matteo Trentin     | Italie      | Quick-Step Floors             | + 53 s          |
| 14e | Yoann Offredo      | France      | Wanty-Groupe Gobert           | + 53 s          |
| 15e | Gianni Moscon      | Italie      | Team Sky                      | + 53 s          |
| 16e | Scott Thwaites     | Royaume-Uni | Dimension Data                | + 53 s          |
| 17e | Tony Gallopin      | France      | Lotto-Soudal                  | + 53 s          |
| 18e | Nélson Oliveira    | Portugal    | Movistar Team                 | + 53 s          |
| 19e | Fabio Felline      | Italie      | Trek-Segafredo                | + 1 min 01 s    |
| 20e | André Greipel      | Allemagne   | Lotto-Soudal                  | + 2 min 29 s    |

## Liste des participants
- Liste de départ complète

| Légende | Légende                                                                    | Légende | Légende                                                    |
| ------- | -------------------------------------------------------------------------- | ------- | ---------------------------------------------------------- |
| Num     | Dossard de départ porté par le coureur sur ce Tour des Flandres            | Pos     | Position à l'arrivée de la course                          |
|         | Indique un maillot de champion national ou mondial, suivi de sa spécialité | NP      | Indique un coureur qui n'a pas pris le départ de la course |
| AB      | Indique un coureur qui n'a pas terminé la course                           | HD      | Indique un coureur qui a terminé la course hors des délais |

| Bora-Hansgrohe BOH             | Bora-Hansgrohe BOH        | Bora-Hansgrohe BOH |
| ------------------------------ | ------------------------- | ------------------ |
| Num                            | Coureur                   | Pos                |
| 1                              | Peter Sagan (SVK) (Route) | 27e                |
| 2                              | Christoph Pfingsten (GER) | 80e                |
| 3                              | Marcus Burghardt (GER)    | 55e                |
| 4                              | Lukas Pöstlberger (LAT)   | AB                 |
| 5                              | Juraj Sagan (SVK)         | 112e               |
| 6                              | Maciej Bodnar (POL)       | 66e                |
| 7                              | Rüdiger Selig (GER)       | AB                 |
| 8                              | Andreas Schillinger (GER) | AB                 |
| Directeur sportif : Ján Valach |                           |                    |

| Quick-Step Floors QST          | Quick-Step Floors QST          | Quick-Step Floors QST |
| ------------------------------ | ------------------------------ | --------------------- |
| Num                            | Coureur                        | Pos                   |
| 11                             | Tom Boonen (BEL)               | 37e                   |
| 12                             | Philippe Gilbert (BEL) (Route) | 1er                   |
| 13                             | Julien Vermote (BEL)           | 35e                   |
| 14                             | Iljo Keisse (BEL)              | 83e                   |
| 15                             | Yves Lampaert (BEL)            | 36e                   |
| 16                             | Zdeněk Štybar (CZE)            | 67e                   |
| 17                             | Niki Terpstra (NED)            | 3e                    |
| 18                             | Matteo Trentin (ITA)           | 13e                   |
| Directeur sportif : Tom Steels |                                |                       |

| Lotto-Soudal LTS                  | Lotto-Soudal LTS                  | Lotto-Soudal LTS |
| --------------------------------- | --------------------------------- | ---------------- |
| Num                               | Coureur                           | Pos              |
| 21                                | Tiesj Benoot (BEL)                | AB               |
| 22                                | Jens Debusschere (BEL)            | AB               |
| 23                                | Tony Gallopin (FRA)               | 17e              |
| 24                                | André Greipel (GER) (GER) (Route) | 20e              |
| 25                                | Nikolas Maes (BEL)                | AB               |
| 26                                | Jürgen Roelandts (BEL)            | AB               |
| 27                                | Marcel Sieberg (GER)              | AB               |
| 28                                | Jasper De Buyst (BEL)             | AB               |
| Directeur sportif : Herman Frison |                                   |                  |

| BMC Racing BMC                    | BMC Racing BMC          | BMC Racing BMC |
| --------------------------------- | ----------------------- | -------------- |
| Num                               | Coureur                 | Pos            |
| 31                                | Greg Van Avermaet (BEL) | 2e             |
| 32                                | Silvan Dillier (SUI)    | 49e            |
| 33                                | Jempy Drucker (LUX)     | 99e            |
| 34                                | Martin Elmiger (SUI)    | AB             |
| 35                                | Stefan Küng (SUI)       | 41e            |
| 36                                | Manuel Quinziato (ITA)  | AB             |
| 37                                | Daniel Oss (ITA)        | 61e            |
| 38                                | Francisco Ventoso (ESP) | AB             |
| Directeur sportif : Fabio Baldato |                         |                |

| Cannondale-Drapac CDT             | Cannondale-Drapac CDT     | Cannondale-Drapac CDT |
| --------------------------------- | ------------------------- | --------------------- |
| Num                               | Coureur                   | Pos                   |
| 41                                | Sep Vanmarcke (BEL)       | AB                    |
| 42                                | Tom Van Asbroeck (BEL)    | 52e                   |
| 43                                | Sebastian Langeveld (NED) | 72e                   |
| 44                                | Alberto Bettiol (ITA)     | 24e                   |
| 45                                | Taylor Phinney (USA)      | AB                    |
| 46                                | Thomas Scully (NZL)       | 110e                  |
| 47                                | Ryan Mullen (IRL)         | 82e                   |
| 48                                | Dylan van Baarle (NED)    | 4e                    |
| Directeur sportif : Ken Vanmarcke |                           |                       |

| Trek-Segafredo TFS               | Trek-Segafredo TFS   | Trek-Segafredo TFS |
| -------------------------------- | -------------------- | ------------------ |
| Num                              | Coureur              | Pos                |
| 51                               | Jasper Stuyven (BEL) | 51e                |
| 52                               | Edward Theuns (BEL)  | 57e                |
| 53                               | Koen de Kort (NED)   | 75e                |
| 54                               | Fabio Felline (ITA)  | 19e                |
| 55                               | Grégory Rast (SUI)   | 119e               |
| 56                               | Kiel Reijnen (USA)   | 107e               |
| 57                               | John Degenkolb (GER) | 7e                 |
| 58                               | Boy van Poppel (NED) | 38e                |
| Directeur sportif : Luc Meersman |                      |                    |

| Orica-Scott ORS                    | Orica-Scott ORS           | Orica-Scott ORS |
| ---------------------------------- | ------------------------- | --------------- |
| Num                                | Coureur                   | Pos             |
| 61                                 | Mathew Hayman (AUS)       | 91e             |
| 62                                 | Jens Keukeleire (BEL)     | NP              |
| 63                                 | Luke Durbridge (AUS)      | 12e             |
| 64                                 | Mitchell Docker (AUS)     | 92e             |
| 65                                 | Sam Bewley (NZL)          | 69e             |
| 66                                 | Alexander Edmondson (AUS) | 25e             |
| 67                                 | Luka Mezgec (SLO)         | AB              |
| 68                                 | Magnus Cort Nielsen (DEN) | 30e             |
| Directeur sportif : Matthew Wilson |                           |                 |

| AG2R La Mondiale ALM              | AG2R La Mondiale ALM     | AG2R La Mondiale ALM |
| --------------------------------- | ------------------------ | -------------------- |
| Num                               | Coureur                  | Pos                  |
| 71                                | Oliver Naesen (BEL)      | 23e                  |
| 72                                | Stijn Vandenbergh (BEL)  | 45e                  |
| 73                                | Gediminas Bagdonas (LTU) | AB                   |
| 74                                | Nico Denz (GER)          | AB                   |
| 75                                | Julien Duval (FRA)       | 31e                  |
| 76                                | Hugo Houle (CAN)         | 103e                 |
| 77                                | Alexis Gougeard (FRA)    | AB                   |
| 78                                | Rudy Barbier (FRA)       | 111e                 |
| Directeur sportif : Julien Jurdie |                          |                      |

| Katusha-Alpecin KAT                 | Katusha-Alpecin KAT       | Katusha-Alpecin KAT |
| ----------------------------------- | ------------------------- | ------------------- |
| Num                                 | Coureur                   | Pos                 |
| 81                                  | Alexander Kristoff (NOR)  | 5e                  |
| 82                                  | Tony Martin (GER)         | AB                  |
| 83                                  | Reto Hollenstein (SUI)    | 60e                 |
| 84                                  | Baptiste Planckaert (BEL) | 21e                 |
| 85                                  | Rick Zabel (GER)          | AB                  |
| 86                                  | Marco Haller (AUT)        | AB                  |
| 87                                  | Michael Mørkøv (DEN)      | 73e                 |
| 88                                  | Nils Politt (GER)         | 42e                 |
| Directeur sportif : Torsten Schmidt |                           |                     |

| Astana AST                          | Astana AST                  | Astana AST |
| ----------------------------------- | --------------------------- | ---------- |
| Num                                 | Coureur                     | Pos        |
| 91                                  | Matti Breschel (DEN)        | 32e        |
| 92                                  | Laurens De Vreese (BEL)     | 79e        |
| 93                                  | Oscar Gatto (ITA)           | AB         |
| 94                                  | Andriy Grivko (UKR)         | 86e        |
| 95                                  | Dmitriy Gruzdev (KAZ) (Clm) | AB         |
| 96                                  | Zhandos Bizhigitov (KAZ)    | AB         |
| 97                                  | Alexey Lutsenko (KAZ)       | 47e        |
| 98                                  | Michael Valgren (DEN)       | 11e        |
| Directeur sportif : Lars Michaelsen |                             |            |

| Sky SKY                             | Sky SKY                 | Sky SKY |
| ----------------------------------- | ----------------------- | ------- |
| Num                                 | Coureur                 | Pos     |
| 101                                 | Ian Stannard (GBR)      | 64e     |
| 102                                 | Luke Rowe (GBR)         | 120e    |
| 103                                 | Gianni Moscon (ITA)     | 15e     |
| 104                                 | Salvatore Puccio (ITA)  | AB      |
| 105                                 | Christian Knees (GER)   | 102e    |
| 106                                 | Owain Doull (GBR)       | 108e    |
| 107                                 | Jonathan Dibben (GBR)   | AB      |
| 108                                 | Łukasz Wiśniowski (POL) | 106e    |
| Directeur sportif : Brett Lancaster |                         |         |

| Dimension Data DDD                          | Dimension Data DDD                | Dimension Data DDD |
| ------------------------------------------- | --------------------------------- | ------------------ |
| Num                                         | Coureur                           | Pos                |
| 111                                         | Edvald B. Hagen (NOR) (Route/Clm) | 22e                |
| 112                                         | Nicolas Dougall (RSA)             | AB                 |
| 113                                         | Bernhard Eisel (AUT)              | 104e               |
| 114                                         | Tyler Farrar (USA)                | 121e               |
| 115                                         | Reinardt Janse van Rensburg (RSA) | 59e                |
| 116                                         | Youcef Reguigui (ALG)             | AB                 |
| 117                                         | Jay Robert Thomson (RSA)          | AB                 |
| 118                                         | Scott Thwaites (GBR)              | 16e                |
| Directeur sportif : Jean-Pierre Heynderickx |                                   |                    |

| Movistar MOV                                   | Movistar MOV                | Movistar MOV |
| ---------------------------------------------- | --------------------------- | ------------ |
| Num                                            | Coureur                     | Pos          |
| 121                                            | Carlos Betancur (COL)       | AB           |
| 122                                            | Jorge Arcas (ESP)           | AB           |
| 123                                            | Héctor Carretero (ESP)      | AB           |
| 124                                            | Nélson Oliveira (POR) (Clm) | 18e          |
| 125                                            | Imanol Erviti (ESP)         | 87e          |
| 126                                            | Nuno Bico (POR)             | AB           |
| 127                                            | Alex Dowsett (GBR) (Clm)    | AB           |
| 128                                            | Jasha Sütterlin (GER)       | 89e          |
| Directeur sportif : José Vicente García Acosta |                             |              |

| Bahrain-Merida TBM                  | Bahrain-Merida TBM       | Bahrain-Merida TBM |
| ----------------------------------- | ------------------------ | ------------------ |
| Num                                 | Coureur                  | Pos                |
| 131                                 | Jon Ander Insausti (ESP) | AB                 |
| 132                                 | Niccolò Bonifazio (ITA)  | AB                 |
| 133                                 | Borut Božič (SLO)        | AB                 |
| 134                                 | Iván García (ESP)        | 68e                |
| 135                                 | Sonny Colbrelli (ITA)    | 10e                |
| 136                                 | Chun Kai Feng (TPE)      | AB                 |
| 137                                 | Meiyin Wang (CHN)        | AB                 |
| 138                                 | Luka Pibernik (SLO)      | 43e                |
| Directeur sportif : Tristan Hoffman |                          |                    |

| Lotto NL-Jumbo TLJ            | Lotto NL-Jumbo TLJ          | Lotto NL-Jumbo TLJ |
| ----------------------------- | --------------------------- | ------------------ |
| Num                           | Coureur                     | Pos                |
| 141                           | Lars Boom (NED)             | 97e                |
| 142                           | Twan Castelijns (NED)       | 105e               |
| 143                           | Amund Grøndahl Jansen (NOR) | 116e               |
| 144                           | Bram Tankink (NED)          | 58e                |
| 145                           | Gijs Van Hoecke (BEL)       | 115e               |
| 146                           | Jos van Emden (NED)         | AB                 |
| 147                           | Steven Lammertink (NED)     | AB                 |
| 148                           | Maarten Wynants (BEL)       | AB                 |
| Directeur sportif : Jan Boven |                             |                    |

| FDJ                             | FDJ                             | FDJ |
| ------------------------------- | ------------------------------- | --- |
| Num                             | Coureur                         | Pos |
| 151                             | Arnaud Démare (FRA)             | 56e |
| 152                             | Mickaël Delage (FRA)            | 96e |
| 153                             | Jacopo Guarnieri (ITA)          | AB  |
| 154                             | Johan Le Bon (FRA)              | AB  |
| 155                             | Ignatas Konovalovas (LTU) (Clm) | AB  |
| 156                             | Matthieu Ladagnous (FRA)        | 34e |
| 157                             | Olivier Le Gac (FRA)            | 70e |
| 158                             | Marc Sarreau (FRA)              | AB  |
| Directeur sportif : Marc Madiot |                                 |     |

| Sunweb SUN                      | Sunweb SUN                 | Sunweb SUN |
| ------------------------------- | -------------------------- | ---------- |
| Num                             | Coureur                    | Pos        |
| 161                             | Søren Kragh Andersen (DEN) | 74e        |
| 162                             | Nikias Arndt (GER)         | 28e        |
| 163                             | Phil Bauhaus (GER)         | AB         |
| 164                             | Roy Curvers (NED)          | 90e        |
| 165                             | Bert De Backer (BEL)       | AB         |
| 166                             | Ramon Sinkeldam (NED)      | 78e        |
| 167                             | Mike Teunissen (NED)       | 81e        |
| 168                             | Zico Waeytens (BEL)        | AB         |
| Directeur sportif : Tom Veelers |                            |            |

| UAE Emirates UAD                 | UAE Emirates UAD           | UAE Emirates UAD |
| -------------------------------- | -------------------------- | ---------------- |
| Num                              | Coureur                    | Pos              |
| 171                              | Simone Consonni (ITA)      | AB               |
| 172                              | Andrea Guardini (ITA)      | AB               |
| 173                              | Marko Kump (SLO)           | AB               |
| 174                              | Vegard Stake Laengen (NOR) | AB               |
| 175                              | Marco Marcato (ITA)        | 33e              |
| 176                              | Sacha Modolo (ITA)         | 6e               |
| 177                              | Oliviero Troia (ITA)       | AB               |
| 178                              | Federico Zurlo (ITA)       | 77e              |
| Directeur sportif : Mario Scirea |                            |                  |

| Sport Vlaanderen-Baloise SVB       | Sport Vlaanderen-Baloise SVB | Sport Vlaanderen-Baloise SVB |
| ---------------------------------- | ---------------------------- | ---------------------------- |
| Num                                | Coureur                      | Pos                          |
| 181                                | Preben Van Hecke (BEL)       | 44e                          |
| 182                                | Edward Planckaert (BEL)      | AB                           |
| 183                                | Jonas Rickaert (BEL)         | 94e                          |
| 184                                | Dries Van Gestel (BEL)       | 84e                          |
| 185                                | Thomas Sprengers (BEL)       | 46e                          |
| 186                                | Kenneth Van Rooy (BEL)       | AB                           |
| 187                                | Stijn Steels (BEL)           | 100e                         |
| 188                                | Bert Van Lerberghe (BEL)     | 114e                         |
| Directeur sportif : Hans De Clercq |                              |                              |

| Wanty-Groupe Gobert WGG                      | Wanty-Groupe Gobert WGG        | Wanty-Groupe Gobert WGG |
| -------------------------------------------- | ------------------------------ | ----------------------- |
| Num                                          | Coureur                        | Pos                     |
| 191                                          | Guillaume Van Keirsbulck (BEL) | 48e                     |
| 192                                          | Frederik Backaert (BEL)        | 39e                     |
| 193                                          | Wesley Kreder (NED)            | 93e                     |
| 194                                          | Yoann Offredo (FRA)            | 14e                     |
| 195                                          | Mark McNally (GBR)             | 71e                     |
| 196                                          | Andrea Pasqualon (ITA)         | 53e                     |
| 197                                          | Pieter Vanspeybrouck (BEL)     | 76e                     |
| 198                                          | Dion Smith (NZL)               | 88e                     |
| Directeur sportif : Hilaire Van der Schueren |                                |                         |

| Verandas Willems-Crelan VWC               | Verandas Willems-Crelan VWC | Verandas Willems-Crelan VWC |
| ----------------------------------------- | --------------------------- | --------------------------- |
| Num                                       | Coureur                     | Pos                         |
| 201                                       | Stijn Devolder (BEL)        | 109e                        |
| 202                                       | Gaëtan Bille (BEL)          | 62e                         |
| 203                                       | Sander Cordeel (BEL)        | AB                          |
| 204                                       | Dries De Bondt (BEL)        | 101e                        |
| 205                                       | Huub Duyn (NED)             | 54e                         |
| 206                                       | Otto Vergaerde (BEL)        | AB                          |
| 207                                       | Stef Van Zummeren (BEL)     | AB                          |
| 208                                       | Michael Goolaerts (BEL)     | AB                          |
| Directeur sportif : Ivan De Schamphelaere |                             |                             |

| Direct Énergie DEN                    | Direct Énergie DEN     | Direct Énergie DEN |
| ------------------------------------- | ---------------------- | ------------------ |
| Num                                   | Coureur                | Pos                |
| 211                                   | Romain Cardis (FRA)    | AB                 |
| 212                                   | Bryan Coquard (FRA)    | 65e                |
| 213                                   | Sylvain Chavanel (FRA) | 9e                 |
| 214                                   | Antoine Duchesne (CAN) | 85e                |
| 215                                   | Yohann Gène (FRA)      | 117e               |
| 216                                   | Julien Morice (FRA)    | 95e                |
| 217                                   | Adrien Petit (FRA)     | 26e                |
| 218                                   | Alexandre Pichot (FRA) | 118e               |
| Directeur sportif : Dominique Arnould |                        |                    |

| Cofidis COF                              | Cofidis COF               | Cofidis COF |
| ---------------------------------------- | ------------------------- | ----------- |
| Num                                      | Coureur                   | Pos         |
| 221                                      | Loïc Chetout (FRA)        | AB          |
| 222                                      | Dimitri Claeys (BEL)      | 98e         |
| 223                                      | Hugo Hofstetter (FRA)     | AB          |
| 224                                      | Christophe Laporte (FRA)  | AB          |
| 225                                      | Cyril Lemoine (FRA)       | AB          |
| 226                                      | Florian Sénéchal (FRA)    | 40e         |
| 227                                      | Michael Van Staeyen (BEL) | AB          |
| 228                                      | Kenneth Vanbilsen (BEL)   | AB          |
| Directeur sportif : Christian Guiberteau |                           |             |

| Roompot-Nederlandse Loterij RNL   | Roompot-Nederlandse Loterij RNL | Roompot-Nederlandse Loterij RNL |
| --------------------------------- | ------------------------------- | ------------------------------- |
| Num                               | Coureur                         | Pos                             |
| 231                               | Jesper Asselman (NED)           | AB                              |
| 232                               | Berden de Vries (NED)           | AB                              |
| 233                               | Pim Ligthart (NED)              | 29e                             |
| 234                               | André Looij (NED)               | AB                              |
| 235                               | Taco van der Hoorn (NED)        | AB                              |
| 236                               | Elmar Reinders (NED)            | AB                              |
| 237                               | Brian van Goethem (NED)         | AB                              |
| 238                               | Coen Vermeltfoort (NED)         | AB                              |
| Directeur sportif : Erik Breukink |                                 |                                 |

| Wilier Triestina-Selle Italia WIL | Wilier Triestina-Selle Italia WIL | Wilier Triestina-Selle Italia WIL |
| --------------------------------- | --------------------------------- | --------------------------------- |
| Num                               | Coureur                           | Pos                               |
| 241                               | Filippo Pozzato (ITA)             | 8e                                |
| 242                               | Liam Bertazzo (ITA)               | AB                                |
| 243                               | Matteo Draperi (ITA)              | AB                                |
| 244                               | Giuseppe Fonzi (ITA)              | AB                                |
| 245                               |                                   |                                   |
| 246                               | Rafael Andriato (BRA)             | 113e                              |
| 247                               | Alex Turrin (ITA)                 | 63e                               |
| 248                               | Eugert Zhupa (ALB)                | 50e                               |
| Directeur sportif : Luca Scinto   |                                   |                                   |